# اشتاد یشت
اشتاد یشت هجدهمین یشت از بخش یشت‌های کتاب اوستا می‌باشد که نه بند است و بنام ایزد اشتاد که از ایزدان زرتشتی عدالت پرور می‌باشد، سروده شده‌است. این اید در زبان اوستایی ارشتات خوانده می‌شده‌است و اشتات تلفظ پهلوی آن است.

## نمونه اشتاد یشت

### بند سوم تا ششم
من اَشَیِ نیکِ بزرگوار را بیافریدم که به سرایِ زیبایِ خسروانهٔ من درآید.
اَشیِ بخشندهٔ خوشیِ بسیار، یاور آن مردی شود که اَشَه را خشنود کند.
اشی به سرایِ زیبایِ خسروانهٔ من درآید و همهٔ رمه، همهٔ پیروزی، همهٔ خرد و همهٔ فر را ارزانی دارد.
اگر اشی نیکِ بزرگوار در سرایِ زیبایِ خسروانهٔ من پای فرو نهد…
هزار اسب و هزار رمه آورد.
فرزندان کارآزموده آورد.
ستارهٔ تشتر به جنبش درآید.
سراسرِ باد زبردست و سراسرِ فرِ ایرانی به جنبش درآیند.
آنان ستیغِ همهٔ کوه‌ها را بهره دهند؛ ژرفایِ همهٔ دره‌های رودها و همهٔ گیاهان نودمیدهٔ زیبایِ سبزرنگ را توانِ رویش و بالش بخشند؛ یخ بندان درهم افسرده و اَپوش دیو را نابود کنند.